# Liten blocklav
Liten blocklav (Porpidia crustulata) är en lavart som först beskrevs av Erik Acharius, och fick sitt nu gällande namn av Hertel & Knoph. Liten blocklav ingår i släktet Porpidia och familjen Lecideaceae.  Arten är reproducerande i Sverige. Inga underarter finns listade i Catalogue of Life.

## Bildgalleri

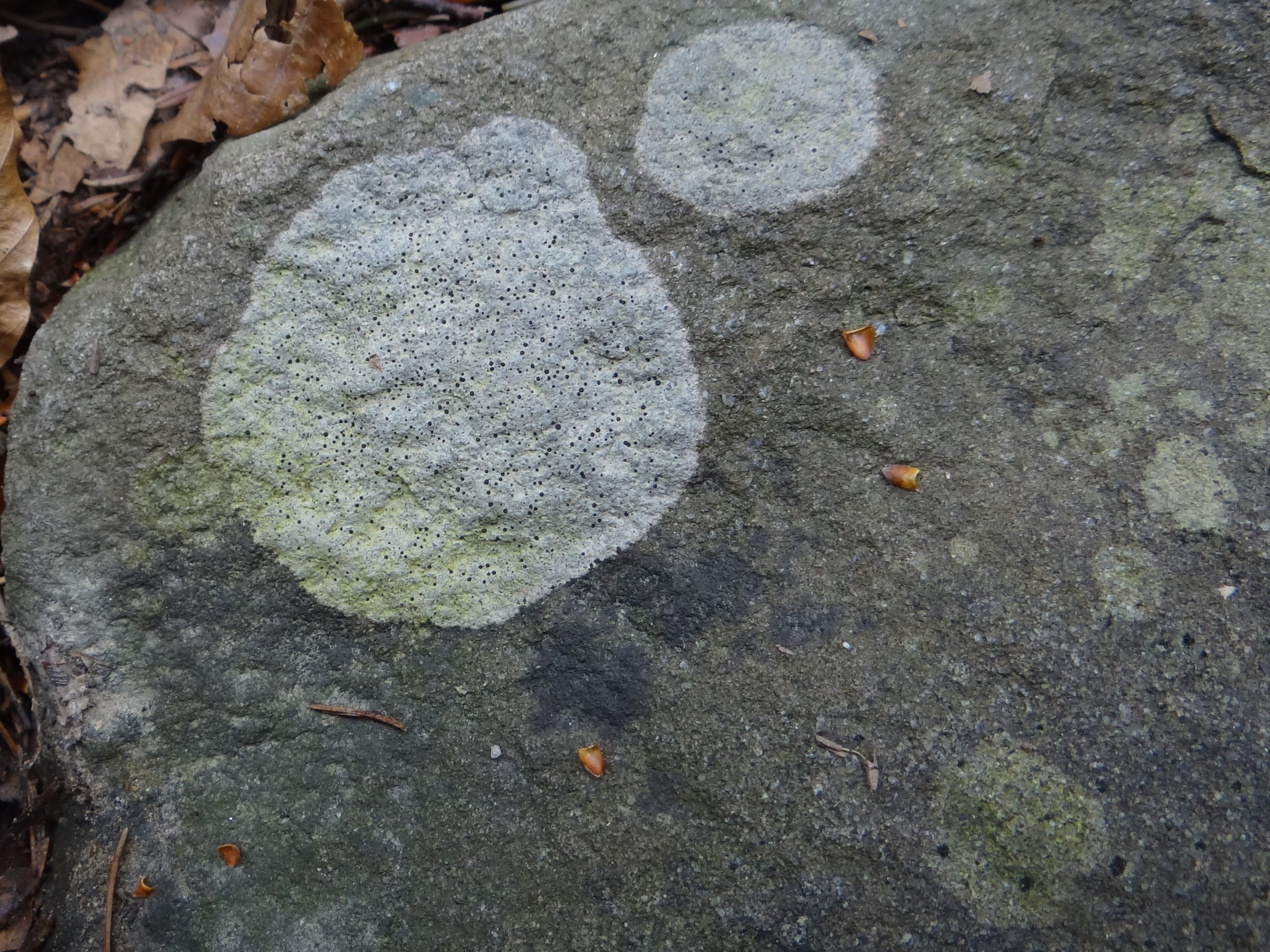